# 대한민국 상법 제341조의3
대한민국 상법 제2조는 자기주식의 질취에 대한 상법 회사법의 조문이다.

## 조문
제341조의3(자기주식의 질취) 회사는 발행주식총수의 20분의 1을 초과하여 자기의 주식을 질권의 목적으로 받지 못한다. 다만, 제341조의2제1호 및 제2호의 경우에는 그 한도를 초과하여 질권의 목적으로 할 수 있다.